# Szymon Ossowski
Szymon Jacek Ossowski – polski politolog, doktor habilitowany nauk społecznych. Specjalizuje się w ideologii politycznej. Profesor uczelni na Wydziale Nauk Politycznych i Dziennikarstwa Uniwersytetu im. Adama Mickiewicza w Poznaniu, gdzie pracuje w Zakładzie Komunikacji Społecznej oraz, w latach 2016–2024, pełnił funkcję prodziekana ds. studenckich. Od 1 października 2024 roku dziekan tego Wydziału.
Stopień doktorski uzyskał w 2007 na podstawie pracy pt. Etyka polityczna liberalnej demokracji a postawy etyczne polityków polskich (promotorem był dr hab. Ryszard Paradowski). Habilitował się w 2019 na podstawie oceny dorobku naukowego i cyklu publikacji pt. Instytucjonalne podmioty komunikowania politycznego trzeciej ery w Polsce.